# Monroe City (Indiana)
Monroe City é uma cidade  localizada no estado americano de Indiana, no Condado de Knox.

## Demografia
Segundo o censo americano de 2000, a sua população era de 548 habitantes.
Em 2006, foi estimada uma população de 528, um decréscimo de 20 (-3.6%).

## Geografia
De acordo com o United States Census Bureau tem uma área de
0,7 km², dos quais 0,7 km² cobertos por terra e 0,0 km² cobertos por água. Monroe City localiza-se a aproximadamente 159 m acima do nível do mar.

## Localidades na vizinhança
O diagrama seguinte representa as localidades num raio de 20 km ao redor de Monroe City.